# À nous la liberté
À nous la liberté (br: A Nós a Liberdade) é um filme francês de 1931 dirigido por René Clair.
O filme faz parte da lista dos 1000 melhores filmes de todos os tempos do The New York Times.